# Gare de Rungis MIN
La gare de Rungis MIN est une gare ferroviaire française d'un embranchement de la ligne de Choisy-le-Roi à Massy - Verrières, située sur le territoire de la commune de Rungis, dans le département du Val-de-Marne.
Cette gare de la Société nationale des chemins de fer français (SNCF) n'est pas ouverte au service des voyageurs.

## Situation ferroviaire
La gare se situe sur un embranchement en cul-de-sac accessible depuis le point kilométrique 17,250 de la ligne de Choisy-le-Roi à Massy - Verrières (985000), parfois surnommée grande ceinture stratégique.

## Service des voyageurs
La gare n'est pas ouverte aux voyageurs, ni desservie par les trains du réseau Transilien. 

## Service des marchandises
Cette gare est ouverte au service du fret.